# Grecja na Letnich Igrzyskach Olimpijskich 1980
Grecję na Letnich Igrzyskach Olimpijskich 1980 reprezentowało 41 zawodników, 38 mężczyzn i 3 kobiety.

## Zdobyte medale
| Medal | Zawodnik                                                    | Dyscyplina | Konkurencja                               | Rezultat |
| ----- | ----------------------------------------------------------- | ---------- | ----------------------------------------- | -------- |
| Złoto | Stelios Mijakis                                             | Zapasy     | Waga do 62 kg w stylu klasycznym mężczyzn | [ 1 ]    |
| Brąz  | Jeorjos Chadziioanidis                                      | Zapasy     | Waga do 62 kg w stylu klasycznym mężczyzn | [ 2 ]    |
| Brąz  | Anastasios Bunduris Anastasios Gawrilis Aristidis Rapanakis | Żeglarstwo | Klasa Soling mężczyzn                     | 34,7 pkt |